# Kaspar von Eberstein
Graf Kaspar von Eberstein, auch Kaspar von Everstein (* 6. Januar 1604; † 11.jul. / 21. Oktober 1644greg. in Oldersum) war ein deutscher Generalleutnant in hessen-kasselschen Diensten.

## Familie
Kaspar Graf von Eberstein war Sohn des Grafen Georg Kasper von Eberstein (1565–1629) und der Kunigunde von Schlick († 1634). Er blieb unvermählt und war auf Naugard sowie Massow in Pommern begütert. Er war sowohl über seine Schwester Agnes (1600–1655), als auch über seinen Bruder Ludwig Christoph (1593–1663) mit Georg Wolmar von Fahrensbach verschwägert, der ebenfalls ein Akteur des Dreißigjährigen Krieges war.

## Werdegang
Bis 1631 stand Kaspar Graf von Eberstein in schwedischen Kriegsdiensten, wechselte dann aber in den Dienst des Landgrafen Wilhelm V. von Hessen-Cassel. Damit blieb er auf schwedischer Seite, im folgenden Jahr unterstützte er den schwedischen König Gustav II. Adolf mit einem hessischen Hilfscorps in der Schlacht bei Lützen.
Landgräfin Amalie ersetzte ihren bisherigen Oberbefehlshaber Melander 1640 durch Kaspar Graf von Eberstein, der somit als Generalleutnant das Oberkommando der hessischen Truppen erhielt.
Nachdem er dann 1641 gegen die Kaiserlichen bei Rietberg erfolgreich war, begann er zusammen mit verbündeten Truppen die Belagerung von Wolfenbüttel, die jedoch erfolglos blieb. Kurz darauf errang er in der Schlacht auf der Kempener Heide gegen Guillaume de Lamboy am 17. Januar 1642 seinen größten Sieg. Große Teile des Erzstifts Köln fielen so vorübergehend an die Hessen, bis kaiserliche Truppen unter Melchior von Hatzfeldt einen Teil davon zurückerobern konnten. Eberstein verstarb nach weiteren militärischen Erfolgen im Anmarsch auf Aurich. Er wurde in Wesel begraben.